# Semión Stróganov
Semión Anikéyevich Stróganov (ruso: Семён Аникеевич Строганов) (muerto el 22 de octubre de 1608) fue un comerciante ruso de la familia de los Stróganov que financió la campaña de Siberia de Yermak Timoféyevich de 1581.
Semión era el hijo menor de Anikéi Stróganov. Su fecha de nacimiento es desconocida pero la mayoría de los expertos sitúan su llegada a la edaz adulta alrededor antes de 1559. En ese año Anikéi y sus hijos mayores, Yákov y Grigori emigraron de Solvichegodsk a las nuevas tierras que les habían otorgado en el krai de Perm. Semión se quedó en Solvychegodsk, llevando el negocio de la familia en esta ciudad de modo independiente y exitoso. En 1567 Anikéi Stróganov decidió retirarse de su negocio y volvió a Solvychegodsk con Semión, para tomar los hábitos de monje al poco tiempo.
Tras la muerte de su padre, en 1570 y 1571 empezó una pelea de motivos desconocidos entre Semión y sus hermanos. El 29 de junio de 1573 el zar Iván el Terrible promulgó un ukaz en el que declaraba culpable "de robo" a Semión. Tampoco se conoce de modo seguro el motivo de esta acusación. La consecuencia fue que cuando el zar repartió nuevas tierras en Siberia a sus hermanos, a él no le dio ninguna. De todos modos, a la muerte de sus hermanos, Semión recibió una parte apropiada de la división de las riquezas familiares.
Sobre su participación en la preparación de la expedición de Yermak la información es contradictoria. En el ukaz del zar de 16 de noviembre de 1583 menciona solo a sus sobrinos Maksim Yákovlevich y Nikita Grigóriyevich. Pero en la crónica Stróganov Semión Stróganov aparece como el único financiador de Yermak. Se sabe seguro que le envió tres cañones a Yermak. Después de que los resultados de la expedición del cosaco se conocieran, el zar le otorgó nuevas tierras a Semión en Bolshaya y Malaya Sol.
Semión Stróganov se casó dos veces y tuvo dos hijos, Andrei y Piotr.